# Haematopis saniaria
Haematopis saniaria är en fjärilsart som beskrevs av Jacob Hübner 1822. Haematopis saniaria ingår i släktet Haematopis och familjen mätare. Inga underarter finns listade i Catalogue of Life.